# William Chambers Coker
William Chambers Coker ( 24 de octubre de 1872, Hartsville, Carolina del Sur - 26 de junio de 1953) fue un botánico y profesor estadounidense.

## Biografía
Se gradúa en la Universidad de Carolina del Sur en 1894 y toma cursos de postgraduado en la Johns Hopkins University y en Alemania. Se doctora con la tesis "On the Gametophytes and Embryo of Toxodum".
Enseñó por muchos años en las escuelas de verano del "Instituto Brooklyn de Artes y Ciencias", en Cold Spring Harbor, New York
En 1902 es profesor asociado de Botánica en la Universidad de Carolina del Norte; y es titular de cátedra en 1907, y "Kenan profesor" en 1920.
En 1903, es jefe del personal botánico de la "Expedición Bahama", de la "Sociedad Geográfica de Baltimore".
Fue miembro de muchas sociedades científicas.
En 1934, se casa con Louise Venable. Falleció el 26 de junio de 1953 y fue sepultado el 29 de junio.

## Obra
- The Plant Life of Hartsville, S. C. 1912
- The Trees of North Carolina, con H.R. Totten, 1916
- The Saprolegniaceae of the United States. 1921
- The Clavarias of the United States and Canada. 1923. 209 pp.
- The Gasteromycetes of the Eastern United States and Canada, con John Nathaniel Couch, 1928. 201 pp.

Además contribuyó con numerosos artículos de morfología y de Botánica en journals científicos.
Establece el Coker Arboretum en 1903.
- La abreviatura «Coker» se emplea para indicar a William Chambers Coker como autoridad en la descripción y clasificación científica de los vegetales.[2]